# Birger Simonsson

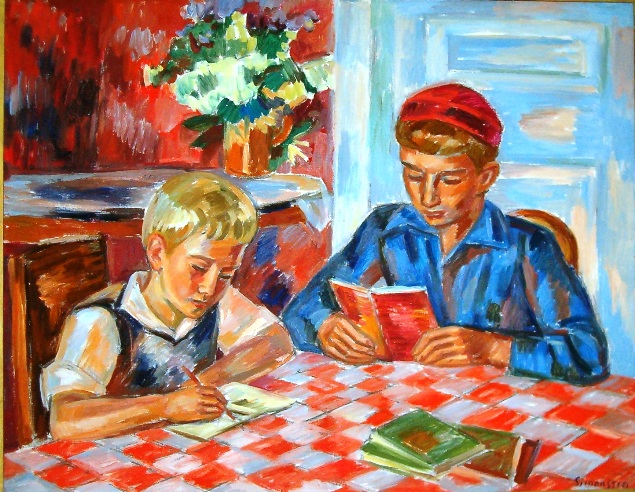
Läxan av Birger Simonsson 1934.

Birger Jörgen Simonsson, född 3 mars 1883 i Uddevalla, död 11 oktober 1938 i Stockholm, var en svensk målare. 
Simonsson studerade i Paris 1906–1913 och tillhörde 1909 års män. Senare ingick han i konstnärsgruppen De åtta.
Han var betydelsefull för modernismens genombrott i Sverige vid 1900-talets början. Han var 1916–1919 lärare och föreståndare för Valands målarskola i Göteborg. År 1931 blev han professor vid Konsthögskolan.
Senare bosatt i Kungälv blev han vid sidan av Gösta Sandels grundläggare av det färglysande västkustmåleriet, ur vilket göteborgskolorismen utvecklades. Han målade soldränkta bohuslänska landskap, kvinnor och barnporträtt. Simonsson är representerad vid Nationalmuseum i Stockholm, Göteborgs konstmuseum, Norrköpings konstmuseum, Kalmar konstmuseum, Örebro läns museum och Bohusläns museum. 
Han var son till handlaren Johan Anton Simonsson och Maria Regina Christina Wideberg och från 1915 gift med Ingrid Emerence Maria Gustafsson. Simonsson ligger begravd på Gamla kyrkogården i Kungälv.

## Galleri

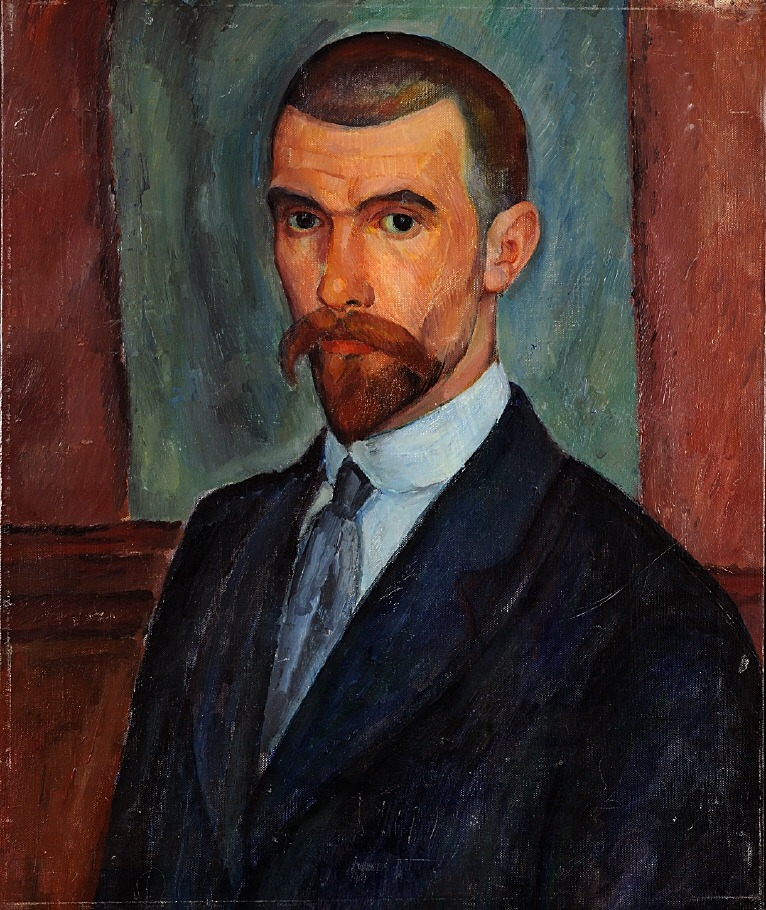
Birger Simonsson, självporträtt (c. 1910)
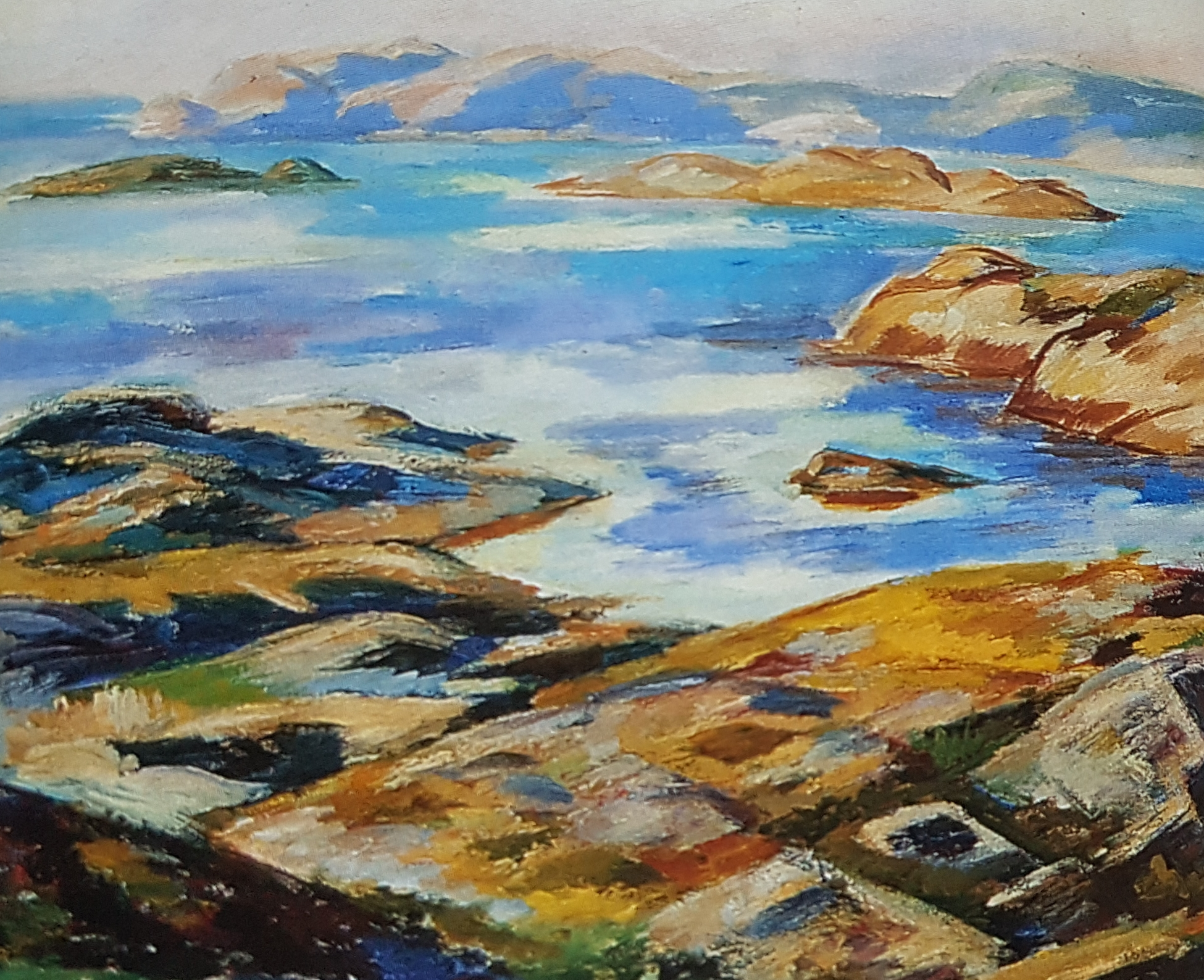
Kusten, Bohuslän
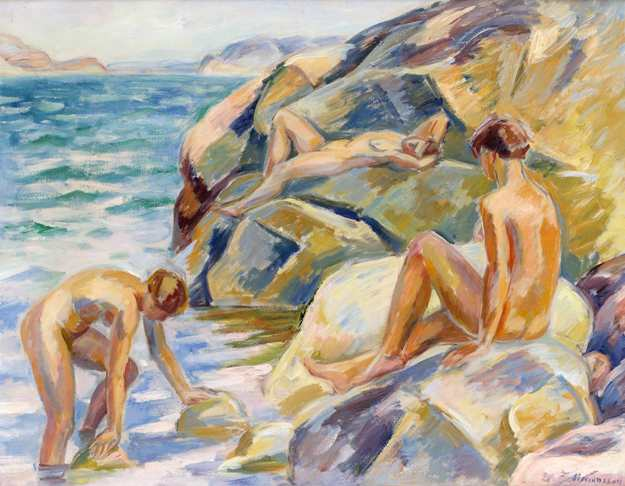
Badande (1937)